# FRAGILE (川本真琴の曲)
『FRAGILE』（フラジャイル）は、川本真琴の7枚目のシングル。

## 概要
- 「FRAGILE」は、川本真琴が発表した楽曲で演奏時間が最も長い曲である。演奏時間は10分53秒である。TBS系「カウントダウンオールヒット」では、2000年の「COUNT DOWN TV」にチャートインした楽曲で最も演奏時間が長い曲として紹介された。20世紀を締め括る作品リリースとなった。

## 収録曲
1. FRAGILE
（作詞：川本“L.A.”真琴、作曲・編曲[注 1]：磯野栄太郎、ストリングス・アレンジ：デヴィッド・キャンベル、コーラス・アレンジ：川本真琴）
レコーディングは日本国内とロサンゼルスで行われている。
約11分と演奏時間が非常に長いため、PVは音源をショート・ヴァージョンにしたものを用いて制作されている。
磯野栄太郎は、岡村靖幸の変名である。
後半コーラスパートの歌詞は以下のとおり。
I wanna breathe when you breathe

Can you see what I see?

All the fears, all the tears, all the blues in the night

If my eyes could see the light
2. トラブルバス
（作詞：川本“L.A.”真琴、作曲：川本真琴、編曲[注 2]：石川鉄男）
のちに同じアンティノス・レコード所属となる藤井隆が、Shoutとしてバック・ヴォーカルのような形で参加している。
Chappieの"Happyending Soulwriter's Council Band"（アルバム『NEW CHAPPIE』収録）に、新たに詞をつけたものである。

## 収録アルバム
- gobbledygook (#1)
- The Complete Singles Collection 1996〜2001 (#1,2)